# Четвертий канал Польського радіо
Четвертий канал Польського радіо або Чвурка (пол. Czwórka, раніше Polskie Radio Program IV, Polskie Radio Bis, Polskie Radio Euro) — польська суспільна радіостанція, яка входить до національного мовника «Польське Радіо». Регулярно мовить з 2 січня 1976 року.
8 жовтня 1994 року Четвертий канал радіо переформатовано на «Radio Bis». Радіостанція мовила програми науково-популярного напрямку, адресовані молоді. 26 травня 2008 року станція змінила назву на «Radio Euro», а профілем стали музика, розваги та спорт. 2 серпня 2010 року станція повернулася до першої назви. З 1 жовтня 2013 року станція розпочала мовлення у цифровому діапазоні DAB. 1 вересня 2016 року аналогові частоти Четвертого каналу були передані «Polskie Radio 24». Радіостанція  продовжила мовлення в інтернеті, HbbTV та цифровій радіосистемі DAB+.
У 2011–2014 роках радіостанція реалізовувала проект «Radio na Wizji», що включало паралельне мовлення на радіохвилях та мовлення телепрограми.